# 51 Ursae Majoris
51 Ursae Majoris, eller HD 95934, är en vit jätte i stjärnbilden Stora björnen. Stjärnan har visuell magnitud +6,01 och är synlig för blotta ögat vid god seeing. Den ligger på ett avstånd av ungefär 255 ljusår.